# Chemistry (Trouble Maker)
Chemistry è il secondo EP dei Trouble Maker, pubblicato nel 2013 dall'etichetta discografica Cube Entertainment insieme a Universal Music Group.

## Descrizione
Il 4 ottobre 2013 la Cube Entertainment annunciò il ritorno sulle scene, fissato per il 24 ottobre, dei Trouble Maker. Il 28 ottobre, il duo pubblicò il singolo "Now (There Is No Tomorrow)", tratto dal loro secondo EP Chemistry. La canzone arrivò subito in cima alle classifiche, facendo vincere al duo un all-kill.
Il 12 novembre per promozionare la nuova versione dell'EP la limited edition che contiene nuove foto inedite un po' spinte, viene pubblicato il secondo singolo Attention.
Il terzo singolo Turn Up The Volume viene pubblicato il 28 dicembre 2013 per concludere le promozioni.

## Tracce
1. Turn Up The Volume 볼륨을 높이고 – 3:07 (goodnite)
2. There Is No Tomorrow (Now) 내일은 없어 (Now) – 3:40 (Sinsadong Tiger -Rado)
3. A Girl Who Wants To Play "놀고 싶은 Girl (Player)" (Hyunseung Jang, Hyuna) – 3:27 (Kim Hyuna)
4. Attention  이리 와 – 3:33 (Kim Hyuna)
5. I Like (Hyuna featuring Flowsick) – 3:32 (Flowsick, Gyeol, Chong)

## Classifiche
| Classifica (2013) | Posizione massima |
| ----------------- | ----------------- |
| Corea del Sud     | 2                 |